# پوئبلا د آلکسر
پوئبلا د آلکسر (به اسپانیایی: Puebla de Alcocer) یک شهرستان در اسپانیا است که در استان باداخس واقع شده‌است.